# 小雅镇
小雅镇，是中华人民共和国贵州省遵义市正安县下辖的一个乡镇级行政单位。

## 行政区划
小雅镇下辖以下地区：
小雅村、东山村、二河村、桐子坪村、黄渡村、梨垭村、木桥村和工农村。